# Rudolf Mees
Rudolf Sebastian Hildebrandt (Rudolf) Mees (Den Haag, 8 september 1931 – 29 september 2010) was een Nederlandse bankier.
Rudolf Mees werd geboren als telg van het bankiersgeslacht Mees dat in de 18de eeuw R. Mees & Zoonen had opgericht. Deze bank fuseerde in 1962 met Bank Hope & Co tot Mees & Hope. In 1994 fuseerde deze bank weer met Pierson, Heldring & Pierson tot MeesPierson.
Zijn vader was huisarts. Hij studeerde gymnasium beta aan het VCL in Den Haag en economie aan de Nederlandse Economische Hogeschool te Rotterdam.
Zijn functies in het bankwezen waren:
- van 1968 tot 1976: lid van de hoofddirectie van de Bank Mees & Hope.
- vice-voorzitter van de Werkgeversvereniging voor het Bankbedrijf.
- van 1981 tot 1990: lid van de Raad van Bestuur van de NMB Postbank Groep
- lid van de Ondernemingskamer van het Gerechtshof Amsterdam.

Rudolf Mees was antroposoof.
Rudolf Mees was een van de 'founding fathers' van Triodos Bank, samen met organisatieadviseur Lex Bos, econoom Adriaan Deking Dura en fiscalist Dieter Brüll.
Zij richtten begin jaren zeventig de Stichting Triodos op, die bemiddelde tussen vermogende particulieren en duurzame projecten die financiering nodig hadden. Uit dit initiatief is eind jaren zeventig de Triodos Bank ontstaan. In de jaren die volgden vervulde Rudolf Mees verschillende functies bij de bank: lid van de Raad van Commissarissen en voorzitter van het bestuur van Stichting Administratiekantoor Aandelen Triodos Bank.
Rudolf Mees streefde ernaar om duurzaam te bankieren. Hij hield zich intensief bezig met de functie van geld in de samenleving. Daarbij meende hij ook dat geld de motor van maatschappelijke verandering zou kunnen zijn, als het op de goede manier wordt ingezet. Als dat niet gebeurt, zou het juist een verstorende werking kunnen hebben. Speculatieve kredietverlening kan de economische conjunctuur versterken. Dat leidt tot instabiliteit in de economie en daarmee tot werkloosheid. De rol van geld in de samenleving was het onderwerp van het boek dat hij in 1986 schreef: Een andere kijk op geld.

## Voetnoten
1. ↑   alhier online geraadpleegd 2014-06-24